# Fitosorrú vipera
A fitosorrú vipera a viperafélékhez tartozó, és a homoki viperára hasonlító, 50–60 cm hosszúságú, zömök testalkatú kígyó, tudományos neve: vipera latastei. Az Ibériai-félszigeten és Észak-Afrikában él, de a Földközi-tenger szigetein nem fordul elő. Élőhelyei 3000 m alatti bokros és köves hegyoldalak, lombos erdők, sövények, kőfalak és olykor parti dűnék.
Elevenszülő, a nőstény átlagosan három évenként 13 viperát hoz a világra.